# 里扎·陶菲克·伯吕克巴舍

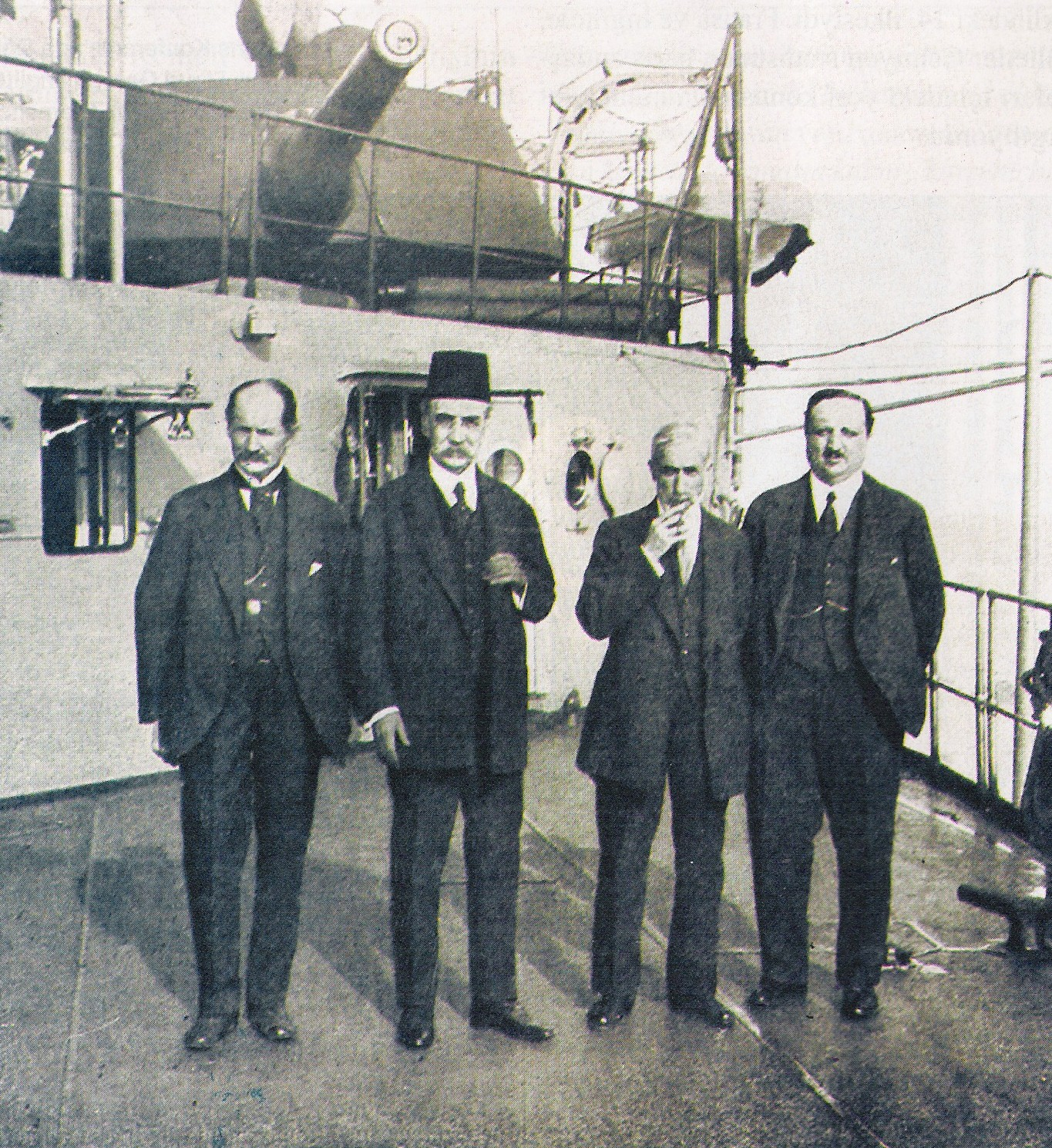
里扎·特夫菲克 (左一)

里扎·特夫菲克贝伊（土耳其語：Rıza Tevfik Bölükbaşı，1869年—1949年12月31日），是奥斯曼帝国时期的哲学家、教育家、诗人和自由派政治家。1920年8月，特夫菲克贝伊曾作为奥斯曼代表团成员在法国签署了《色佛尔条约》。他亦因此被土耳其政府在革命后列入150位不受欢迎人物之一，之后流亡海外直到1943年获赦回国。